# FK Mačva Bogatić
FK Mačva 1929 (srpski: ФК Мачва 1929), uobičajeno Mačva Bogatić, nogometni je klub iz Bogatića, Mačvanski okrug, Srbija. 
 
U sezoni 2024./25., nastupa u Mačvanskoj okružnoj ligi, petom rangu nogometnog sustava Srbije.

## O klubu
Klub je osnovan 21. lipnja 1929. godine. 
 
Najveći uspjeh kluba ostvaren je u sezoni 1995./96. kada je klub izborio plasman u Drugu ligu SR Jugoslavije. Nakon dvije sezone klub ispada u niži rang natjecanja. Klub je ponovno osnovan 2005. godine pod imenom FK Mačva 2005, budući da je prethodno bio ugašen zbog financijskih problema. Nogometaši Mačve Bogatić osvojili su prvo izdanje Kolubarsko-mačvanske zone i tako osigurali plasman u Srpsku ligu Zapad. Na godišnjoj skupštini 2019. godine donesena je odluka o promjeni imena kluba u FK Mačva 1929.

## Poznati igrači
- Nikola Ninković
- Nikola Perić
- Dušan Martinović
- Ognjan Damnjanović
- Ivan Živanović

## Poveznice
- srbijasport.net, profil kluba